# Roberto Laiseka
Roberto Laiseka Jaio (Guernica, Biscaia, 17 de junho de 1969) é um exciclista espanhol.
Estreiou como profissional no ano 1994 com a equipa Euskaltel-Euskadi, esquadra na que permaneceu durante toda a sua corrida desportiva. Retirou-se em 2007 depois de não se poder recuperar de uma lesão produzida durante o Giro d'Italia de 2006.
Todas suas vitórias as conseguiu em etapas de montanha.

## Biografia
Dantes de ser profissional pertencia à famosa filial ciclista Sociedade Ciclista Ponta Galea.
Durante os cinco primeiros anos de sua corrida profissional passou quase inadvertido. Para os 30 anos
começou a destacar como um escalador maratoniano e resistente, capaz de conseguir as vitórias mais difíceis mediante escapadas.
Especialmente destacam seus triunfos de etapa na Volta a Espanha e sobretudo a etapa que ganhou no Tour de France do 2001, onde venceu no mítico porto de Luz Ardiden. O seu melhor resultado na Volta a Espanha foi a 6.ª praça na classificação geral, conseguida na edição do ano 2000 e seu melhor resultado no Tour de France foi um 18.º posto na classificação geral do ano 2003 (depois de ter rondado o top 10 durante a primeira metade da corrida).
Participou nos Campeonato Mundial de Ciclismo em Estrada do 1999 e 2000.
Retirou-se em 2007 depois de não se poder recuperar de uma lesão produzida durante o Giro d'Italia de 2006, sendo a sua última corrida a rodada italiana.

## Palmarés
| - 1999 - 1 etapa da Volta a Espanha - 2000 - 1 etapa da Volta a Espanha - 2001 - 1 etapa do Tour de France | - 2004 - 1 etapa da Bicicleta Basca - 2005 - 1 etapa da Volta a Espanha |

## Resultados em Grandes Voltas e Campeonatos do Mundo
Durante sua corrida desportiva tem conseguido os seguintes postos nas Grandes Voltas e nos Campeonatos do Mundo em estrada:
| Corrida            | 1994 | 1995 | 1996 | 1997 | 1998 | 1999 | 2000 | 2001 | 2002 | 2003 | 2004 | 2005 | 2006 |
| ------------------ | ---- | ---- | ---- | ---- | ---- | ---- | ---- | ---- | ---- | ---- | ---- | ---- | ---- |
| Giro d'Italia      | -    | -    | -    | -    | -    | -    | -    | -    | -    | -    | -    | 52.º | Ab.  |
| Tour de France     | -    | -    | -    | -    | -    | -    | -    | 28.º | 46.º | 18.º | -    | -    | -    |
| Volta a Espanha    | -    | -    | 79.º | 54.º | Ab.  | 18.º | 6.º  | 12.º | Ab.  | 60.º | 54.º | 22.º | -    |
| Mundial em Estrada | -    | -    | -    | -    | -    | 37.º | 64.º | -    | -    | -    | -    | -    | -    |

-: não participa

Ab.: abandono

## Equipas
- Euskadi (1994 - 1997)
- Euskaltel-Euskadi (1998 - 2007)